# Кабаньяс, Лусио
Лусио Кабаньяс Баррьентос (исп. Lucio Cabañas Barrientos, 15 мая 1939, Атояк-де-Альварес, Герреро — 2 декабря 1974, Текпан-де-Галеана, Герреро) — мексиканский сельский учитель и революционер, генеральный секретарь Федерации социалистических студентов-крестьян Мексики (1962—1963), руководитель вооружённого крыла Партии бедных — Крестьянской бригады справедливости, которая вела партизанскую войну в штате Герреро в эпоху «Грязной войны».

## Биография
Лусио родился 12 декабря 1938 года в крестьянской семье. Его дед по отцовской линии был сапатистом. Получив общее образование, в феврале 1956 года он поступил в Сельскую нормальную школу Айотзинапы, где влился в студенческое и левое движения. В 1963 году он отходит от студенческих групп, сближаясь с Коммунистической партией.
18 мая 1967 года Лусио Кабаньяс организовал и возглавил демонстрацию в Атояке. Гражданская демонстрация была разогнана Федеральной судебной полицией с применением огнестрельного оружия, главной же целью стрельбы был сам Лусио Кабаньяс.
В апреле 1974 года партизаны во главе с Лусио Кабаньясом решили осуществить похищение Рубена Фигероа — сенатора Республики и кандидата в губернаторы штата Герреро. Лусио и Фигероа договорились о встрече 30 мая 1974 года в 9 часов утра на перекрестке дорог, ведущих из Сан-Херонимо в город Эль-Тикуи, в непосредственной близости от Атояка. Фигероа был спасён 8 сентября полицейским оперативником в напряженной конфронтации, хотя другие версии утверждают, что за его освобождение был выплачен выкуп. После этого инцидента государство в полную силу реагирует на партизан Лусио и начинает их преследование.
Ранним утром 2 декабря 1974 года произошло последнее столкновение с военными, началась перестрелка в джунглях Эль-Отатал. В этом бою Лусио и его товарищи были разгромлены армией. По одной из версий, Лусио, осознав, что положение безвыходно, чтобы избежать попадания в руки военных, приставил ствол своей винтовки М2 к шее и нажал на спусковой крючок, покончив с собой. Однако на кадрах трупа, которые были обнародованы прессе, пулевых попаданий в шею не было. По всей видимости, он был расстрелян капитаном Браво Торресом в упор.

## Память
В его честь названо Революционное движение имени Лусио Кабаньяса.
В Атояк-де-Альваресе ему поставлен памятник.